# Merenptah

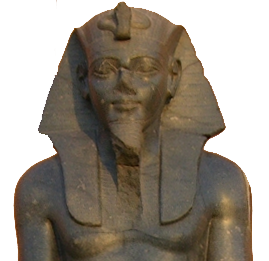
Imatge de Merneptà del Museu d'Antiguitats Egípcies

Merenptah, Merenptà o Merneptà fou el quart faraó de la dinastia XIX. Nascut com a Merneptah Hotephermaat (que significa estimat de Ptah, l'alegria és la veritat), el seu nom com a faraó d'Egipte fou Baenre Merinetkheru (que vol dir l'ànima de Ra, estimat dels déus). Altres noms que duia degut als seus títols imperials foren:
- Nom d'Horus: Kanakht Haiemmaat
- Nom de Nebty (deesses Nekhbet i Buto): Iribauertaentjemhu
- Nom d'Horus d'Or: Nebsenedjaashefit

## Família
Merneptà era un príncep d'Egipte fill del faraó Ramsès II i una de les seves esposes, Isetnofret. Era el tretzè fill del faraó i no semblava destinat a regnar.
No se'n coneixen dades de la seva biografia fins que apareix al 40è any de regnat del seu pare quan fou nomenat general de l'exèrcit. Va esdevenir hereu vers l'any 45è del regnat del pare, quan Ramsès II tenia uns 80 anys. Probablement, donada l'avançada edat del pare, impròpia per l'època, va exercir funcions molt importants.
Seguint la tradició de la casa reial egípcia, es va casar amb una germana seva, Isetnofret la jove, amb qui va tenir diversos fills, entre ells:
- Naneferkaptah, hereu. Va premorir el seu pare.
- Ahura
- Seti-Meremptah, el futur Seti II.
- Merenptah

Amb una altra germana seva, Takhat, va tenir una filla:
- Tausret, últim faraó de la dinastia XIX.

## Regnat de Merneptà
Meremptah tenia prop de seixanta anys quan va pujar al tron i, per tant, no va governar gaires anys, menys de deu. El seu regnat fou vers el 1215 a 1205 aC amb uns marges de deu anys amunt o avall.

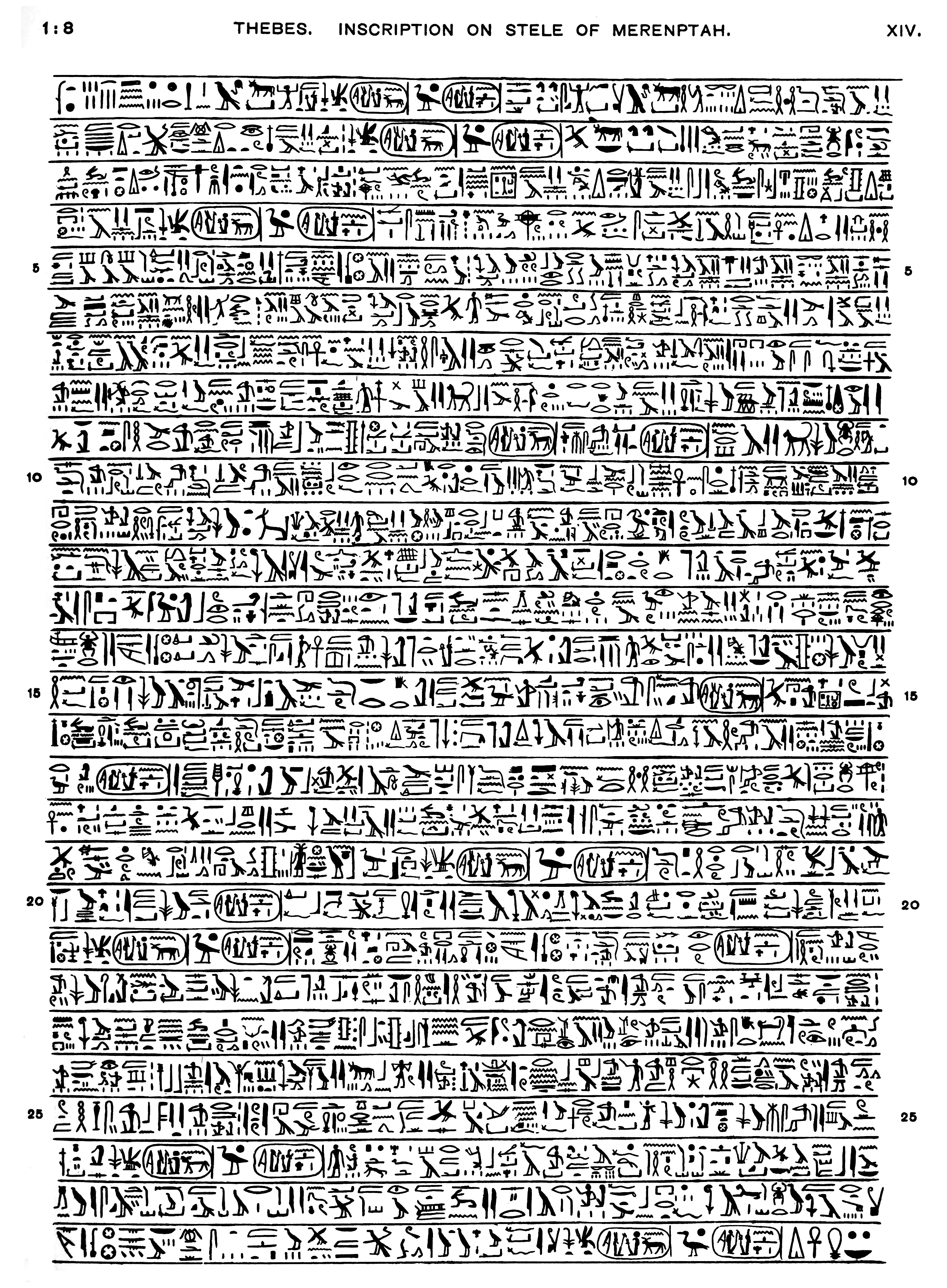
Estela que esmenta Israel

Està testimoniat per tres inscripcions: 80 línies a una paret del temple d'Amon a Karnak; una estela de trenta-cinc línies a Athribis al delta; i 28 línies a l'estela de la victòria al seu temple mortuori de Tebes. Una segona estela idèntica a la darrera es va trobar a Amada a Núbia. Tots els textos es refereixen a les seves campanyes militars. L'estela de la victòria, que fou usurpada per Meremptah al temple mortuori d'Amenhotep III hauria estat escrita l'estiu del 1207 aC, i en ella el faraó dona una llista dels seus enemics i esmenta a Tehenu (libis), Khatti (Hatti), Canaan, Ascaló, Gezer, Ianoam, Israel i Khor.
Meremptah va sufocar una revolta a Síria, va combatre els libis i els pobles de la mar que van intentar envair el Delta per l'oest, i va dominar una nova revolta a Núbia. El rei hitita li va demanar ajut, sembla que per una epidèmia de fam, i el faraó li va enviar carregaments de gra.
L'ancià monarca egipci va sofrir d'artritis i arterioesclerosi durant tot el seu regnat fins que va morir per causes naturals. El seu fill primogènit Naneferkaptah i el fill d'aquest van morir ambdós abans que Merneptà. Per això, el successor fou l'altre fill Seti-Meremptah, tot i que aquest va haver de fer front a la rebel·lió d'Amenmesse (el seu propi fill).

## Construccions de Merneptà
El faraó va traslladar la capital de Pi-Ramsès a Memfis on va construir un palau prop del temple de Ptah.
També se sap que va fer algunes construccions a Pi-Ramsès, Abidos, Denderah, Elefantina, Madinet Habu i Heliòpolis.

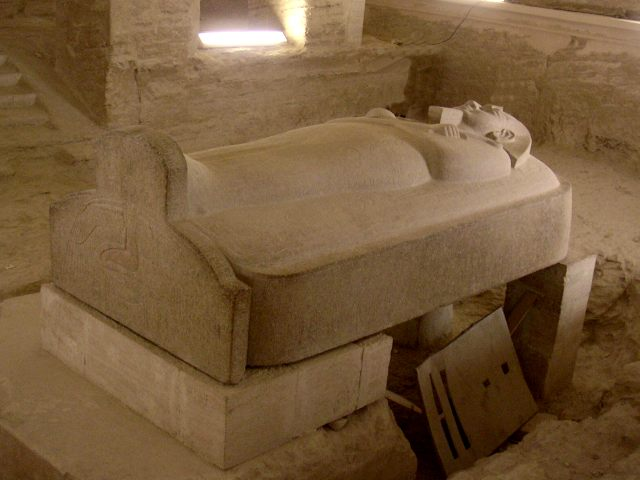
Sarcòfag de Meremptah

Fou enterrat a la tomba KV8 de la Vall dels Reis, però la mòmia no es va trobar a la tomba; aquest fet va fer sorgir la teoria decimonònica en què es donava per fet que Merneptà era el faraó de l'Èxode i que la mòmia no hi era perquè s'havia ofegat a la mar Roja. El 1898 la mòmia es va trobar en un dipòsit de mòmies a la tomba d'Amenhotep II (KV35).
El seu temple mortuori era al costat dels colossos de Memnon, per al qual va aprofitar pedres del temple d'Amenhotep III.
Com fou costum durant l'Imperi Nou d'Egipte, faraons posteriors van usurpar les seves inscripcions reials.